# John Vella
John Vella (21 de abril de 1950 – 1 de abril de 2025) foi um jogador profissional de futebol americano estadunidense.

## Carreira
John Vella foi campeão da temporada de 1976 da National Football League jogando pelo Oakland Raiders.